# Hérodiade (Delaroche)
Hérodiade ou Hérodiade avec la tête de saint Jean-Baptiste, est un tableau du peintre français Hippolyte de la Roche, dit Paul Delaroche.
Cette œuvre est conservée et exposée au Musée Wallraf-Richartz, à Cologne en Allemagne.
Elle représente l'épisode raconté dans les Évangiles selon Marc et Matthieu de la princesse Hérodiade recevant la tête décapitée de Jean le Baptiste après la la décapitation du saint qu'elle avait provoquée.

## Histoire d’Hérodiade
Hérodiade est une princesse juive, née à Jérusalem en 15 av. J.-C. Elle est descendante de la dynastie des Hasmonéens. 
De son premier mariage, elle a une fille nommée Salomé.
Son second mari, le roi Hérode Antipas est également son beau-frère.
Selon les évangélistes Marc et Matthieu, c'est Hérodiade qui demande et obtient par l'intermédiaire de sa fille, l'exécution par décapitation de Jean le Baptiste.

## Description et histoire du tableau
L’œuvre de Paul Delaroche est la représentation d’une scène raconté dans les Évangiles selon Marc et Matthieu.
Sur le tableau, on voit Hérodiade au premier plan, ainsi que sa servante au dernier plan. Dans ses mains, Hérodiade porte un plateau ayant dessus une tête décapitée. Il s'agit de la tête de Jean le Baptiste.
L'historiographe romain juif Flavius Josèphe raconte qu'Hérode a fait arrêter et finalement exécuter Jean le Baptiste parce qu'il était populaire et qu'Hérode craignait qu'il ne déclenche une rébellion. Selon les évangélistes Marc et à Matthieu, Jean le Baptiste est un prophète et ami du roi Hérode.  Lorsque le projet de mariage entre le roi et Hérodiade, sa belle-sœur est révélé, Jean le Baptiste aurait prévenu le roi Hérode selon l'Évangile attribué à Marc, qu’« Il ne t'est pas permis d'avoir la femme de ton frère ».  Le roi Hérode ne supportant plus les critiques à son sujet et sous l’influence d’Hérodiade, fait mettre Jean le Baptiste en prison, sans le tuer car il le considérait comme un homme saint et juste.
Le jour de l’anniversaire de la fille d’Hérodiade, cette dernière danse et séduit le roi, sous les ordres de sa mère. Ce dernier est alors charmé et lui dit: « Demande-moi ce que tu voudras… Ce que tu me demanderas, je te le donnerai, fût-ce la moitié de mon royaume ».  La fille d'Hérodiade demanda, à nouveau sous les ordres de sa mère, la tête de Jean Baptiste présentée sur un plateau.  Hérode, va alors faire décapiter Jean le Baptiste dans sa prison, et va placer sa tête sur un plateau pour la présenter à Salomé qui l'offrira à sa mère.
Tout comme l’œuvre de Paul Delaroche le présente, c'est Hérodiade qui est désignée comme étant coupable de la mort de Jean le Baptiste.